# Husí Lhota

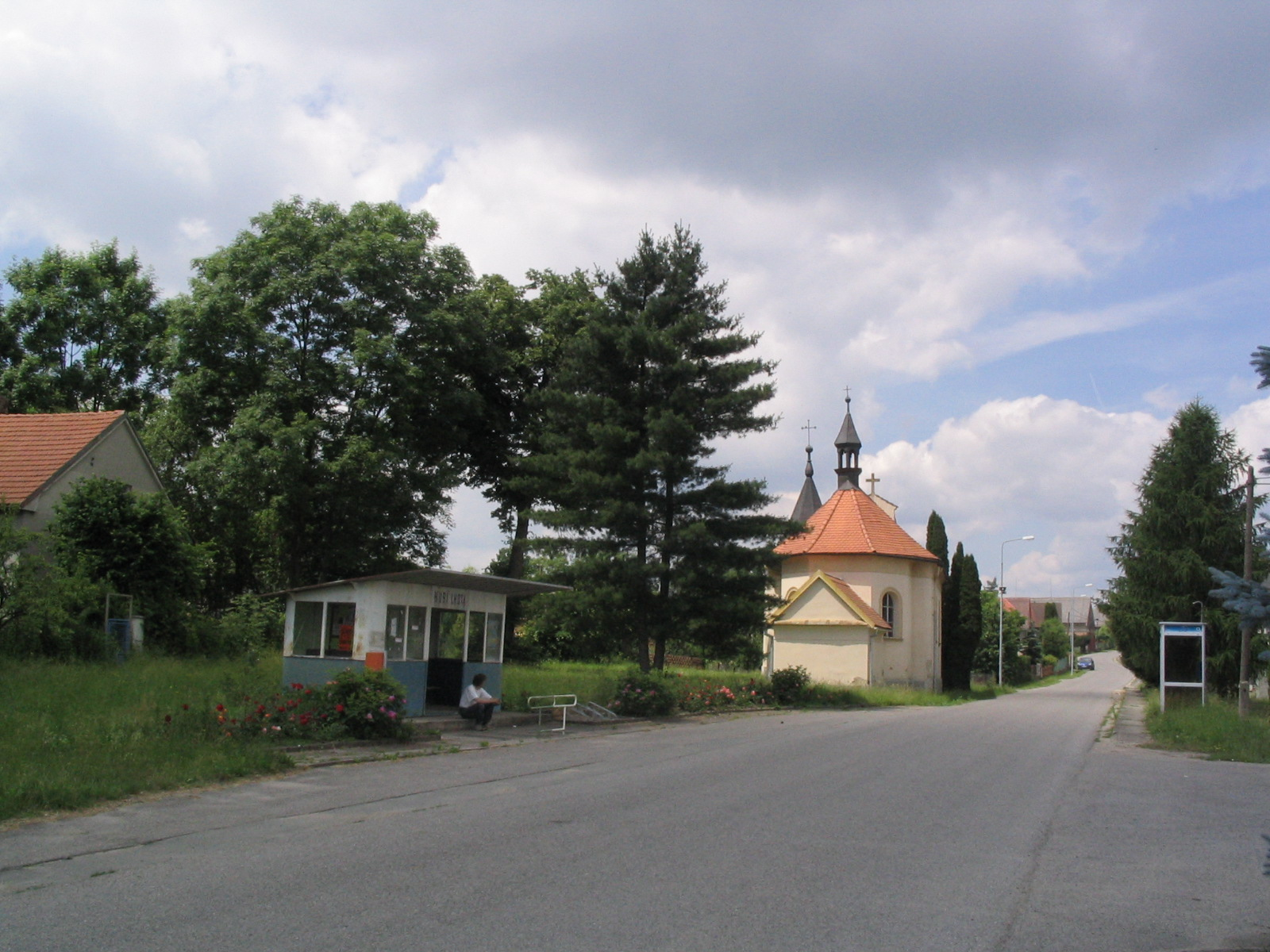
Husí Lhota, Kapelle und Dorfstraße

Husí Lhota ist eine Gemeinde mit 131 Einwohnern im Okres Mladá Boleslav, Tschechien. Der Ort liegt in unmittelbarer Nähe der Bezirksstadt Mladá Boleslav, aber abseits größerer Verkehrswege. Die Bewohner sind in der Landwirtschaft tätig oder pendeln zur Arbeit in die umliegenden Orte.

## Geografie
Das Dorf befindet sich in einer landwirtschaftlich genutzten Ebene südlich des böhmischen Paradieses. Die Nachbargemeinden sind Kněžmost, Obrubce, Sukorady, Židněves und Dolní Stakory. Mladá Boleslav ist sieben Kilometer westlich entfernt, 12 Kilometer in östlicher Richtung liegt die Stadt Sobotka. Das Gemeindegebiet besteht aus 189 ha Ackerland und 119 ha Wald.

## Geschichte
Das Dorf wurde 1391 erstmals urkundlich erwähnt. Gegründet wurde es vermutlich bereits in der ersten Hälfte des 14. Jahrhunderts. Lhota ist einer der häufigsten Ortsnamen in Tschechien. Er leitet sich von dem Wort lhůta (Frist) ab und deutet darauf hin, dass hier Siedler im Zuge des Landesausbaus Grund zugewiesen bekamen, für den sie eine bestimmte Zeit lang keine Dienste und Abgaben entrichten mussten. Der erste Meierhof vor Ort gehörte Markvart Fričkov von Daliměřice, einem lokalen Grundherrn, der ein Herrenhaus in der nahen Siedlung Valy besaß. 1498 verkaufte Šimon Dalibor von Vodice den Hof an die Stadt Mladá Boleslav. In deren Eigentum blieb Husí Lhota bis 1848.
Neben Ackerland und Wäldern bewirtschafteten die Siedler ein gutes Dutzend Teiche und gelangten dadurch zum bescheidenen Wohlstand. 1501 unterstützen sie mit Geldspenden und Fuhrdiensten den Bau der St. Gallus-Kirche in Mladá Boleslav. Finanzielle Unterstützung leisteten sie auch am Ende des 16. Jahrhunderts der Kirche Mariä Himmelfahrt. In der Reformationszeit traten die Einwohner den Böhmischen Brüdern bei und bekamen nach 1620 wie der Rest des Landes die Folgen der Rekatholisierung zu spüren. Auch der Dreißigjährige Krieg traf den Ort hart: Als der kaiserliche Feldmarschall Baltasar von Marradas mit seinem Stab in Husí Lhota Quartier nahm, wurde das Dorf geplündert, die abziehenden Schweden brannten es vollständig nieder.
In der ersten Hälfte des 19. Jahrhunderts gerieten die Bewohner von Husí Lhota in einen langwierigen Streit mit ihrer Obrigkeit. Während der napoleonischen Kriege 1808 beschlagnahmten die Herren aus Mladá Boleslav das Getreide und die Fische aus den Teichen für die Verpflegung der Truppen. Die Bauern verlangten eine Entschädigung und strebten 1827 einen Prozess an, den sie gewannen. Die Herrschaft begann daraufhin ab 1828, angeblich aus Geldnot, Grundstücke im Ort an Fremde zu verkaufen und zu verschenken. Die Existenz der Altsiedler war dadurch gefährdet. Der Streit zwischen Bauern und Obrigkeit, später zwischen den alten und den neuen Siedlern, führte bis zum Appellationsgericht in Prag und endete mit Haftstrafen für die aufsässigen Einwohner. Bis 1848 bekamen die Altbauern ihr Land nicht zurück.
Husí Lhota behielt bis heute seinen rein ländlichen Charakter. Es gibt keine nennenswerten Industrie- oder Gewerbeansiedlungen und ein Ausbau ist auch nicht geplant. Die Einwohner sind entweder in der Landwirtschaft tätig oder pendeln zur Arbeit in die Nachbarorte, die meisten nach Mladá Boleslav. Lediglich in einem Waldgebiet an der Grenze zur Gemeinde Kněžmost betreibt Škoda Auto eine etwa drei Kilometer lange Teststrecke, die nicht öffentlich zugänglich ist. Ein geplanter Ausbau zu Beginn dieses Jahrtausends scheiterte am Widerstand der Naturschutzverbände.

## Sehenswürdigkeiten
- Die im Empire-Stil erbaute Kapelle der Hl. Anna von 1823 ist das älteste Gebäude des Ortes. Sie erhielt 1862 ein separates Glockenhaus und wurde 1908 umgebaut und erweitert.